# Rodeo (Californie)
Pour les articles homonymes, voir Rodeo (homonymie).
Rodeo est une census-designated place située dans le comté de Contra Costa, sur la baie de San Pablo, en Californie, aux États-Unis. Sa population s’élevait à 8 679 habitants lors du recensement de 2010.

## Géographie

### Autoroute principale
- Interstate 80

## Personnalités liées à la ville
- Mike Dirnt, chœur et bassiste du groupe Green Day.
- Billie Joe Armstrong, chanteur et guitariste du groupe Green Day.